# Isla Pasari
La isla Pasari (en inglés: Pasari Island) es una isla fluvial ubicada en el río Gambia en África Occidental, que forma parte del país de Gambia.
Con cerca de 6 km de largo y 2,8 km de ancho, esta isla deshabitada se localiza aproximadamente 220 kilómetros aguas arriba de la localidad de Banjul, en las coordenadas geográficas 13°42′10″N 14°04′53″O / 13.70278, -14.08139. 